# Cyperus rotundus
La juncia real, coyolillo, cípero,  castañuela, cebollín, chufa púrpura, corocillo, coquito o porreta (Cyperus rotundus) es una hierba perenne de la familia de las ciperáceas. Dotada de un robusto sistema de raíces y rizomas subterráneos, es extremadamente resistente e invasiva, y se le considera una de las peores plagas para los cultivos tropicales y subtropicales, afectando a más de 50 cultivos diferentes en un centenar de países.

## Características
C. rotundus es una planta perenne que alcanza entre 15 y 50 cm de altura. Pierde la mayor parte de sus estructuras visibles en el invierno, una forma biológica conocida como hemicriptófita, sobreviviendo solamente el sistema radical y los rizomas, que forman una estructura bulbosa superficial de la que brotarán en primavera los renuevos. Los rizomas forman una compleja red subterránea, y forman tubérculos en los entrenudos. La planta tiene un leve olor a cebolla. 

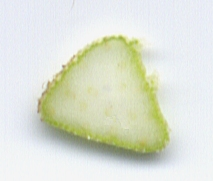
Sección del tallo.

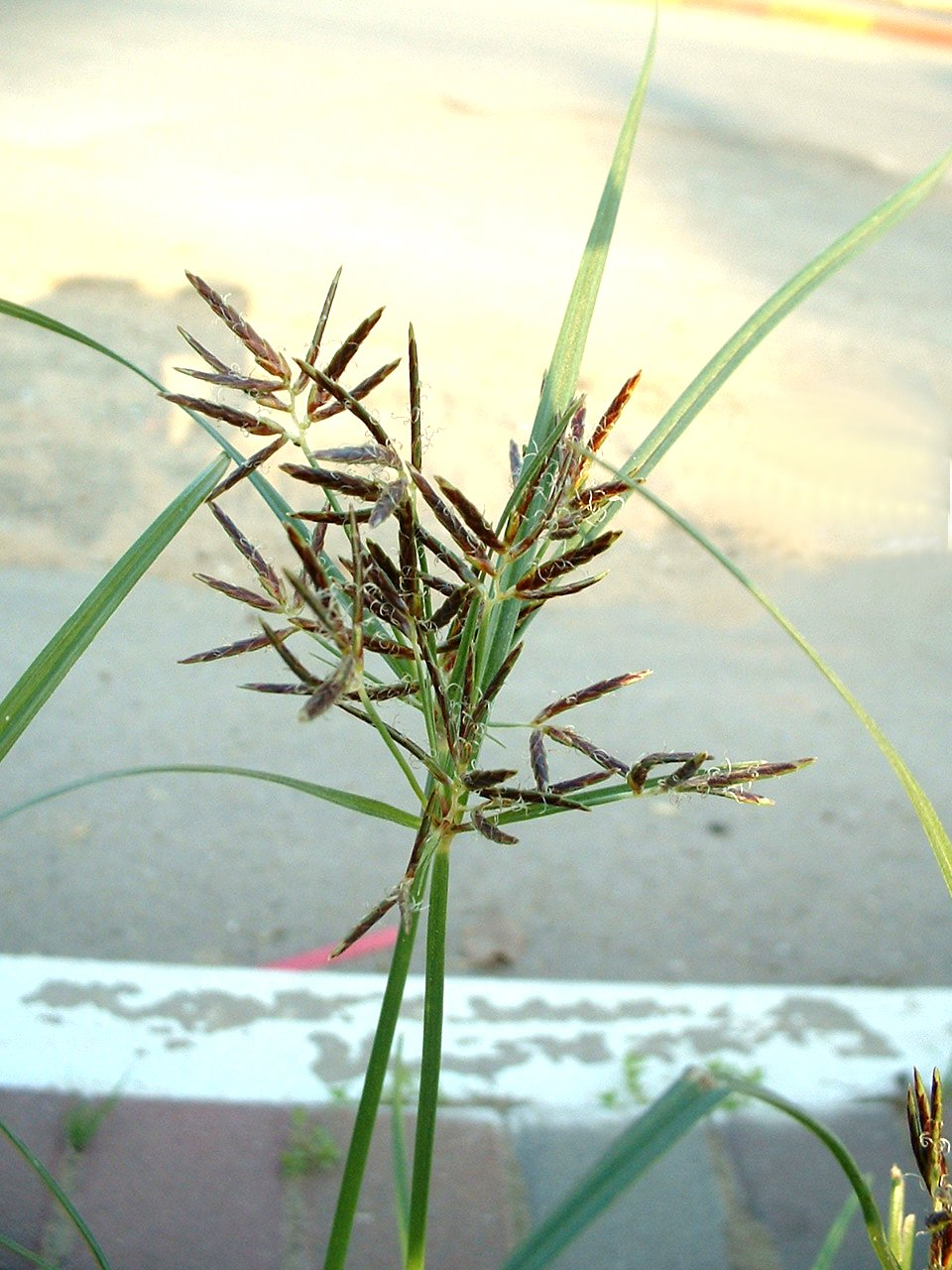
Inflorescencia

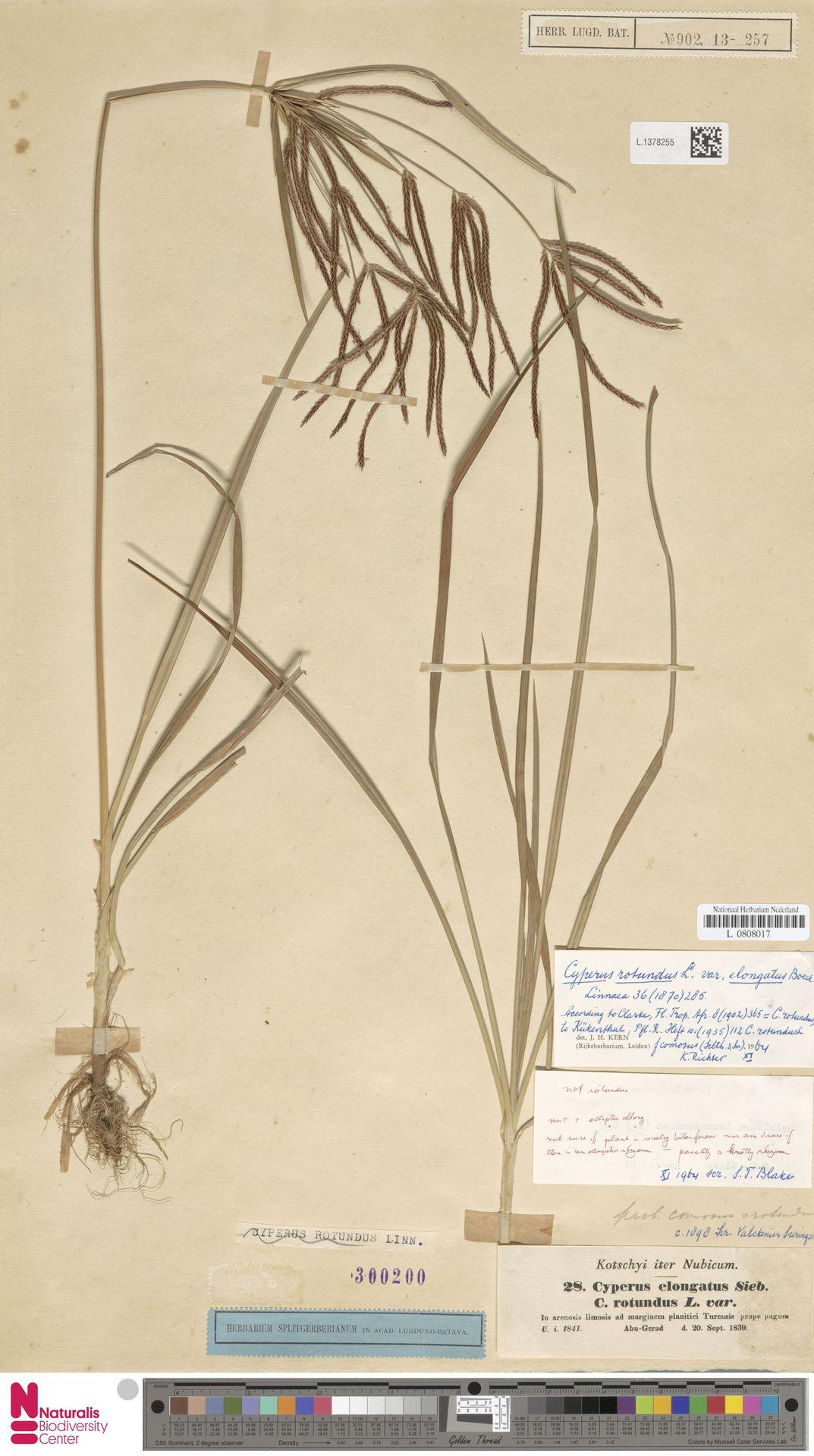
Cyperus rotundus L. subsp. rotundus, espécimen de herbario. Isotipo, Sudán 1839

Presenta un tallo trígono, con una roseta basal de hojas bien desarrolladas. Florece entre fin de primavera y comienzos de otoño, produciendo inflorescencias en forma de umbela de hasta 10 cm de radio con espículas pardorrojizas, superadas por varias brácteas foliáceas. Las glumas dísticas miden de 3 a 4,2 mm; son angulosas, muy imbricadas, y de color oscuro o parduzco, con la quilla verde y el margen blanquecino. Los floros son hermafroditas; su gineceo presenta 3 estigmas, y el androceo tres estambres. Su fruto es un aquenio triangular.

## Hábitat y distribución
Esta es una especie que crece prácticamente en todas las regiones cálidas y tropicales del mundo, con una distribución limitada solo por temperaturas frías en el suelo; los tubérculos se hielan y mueren por debajo de los 7 °C.

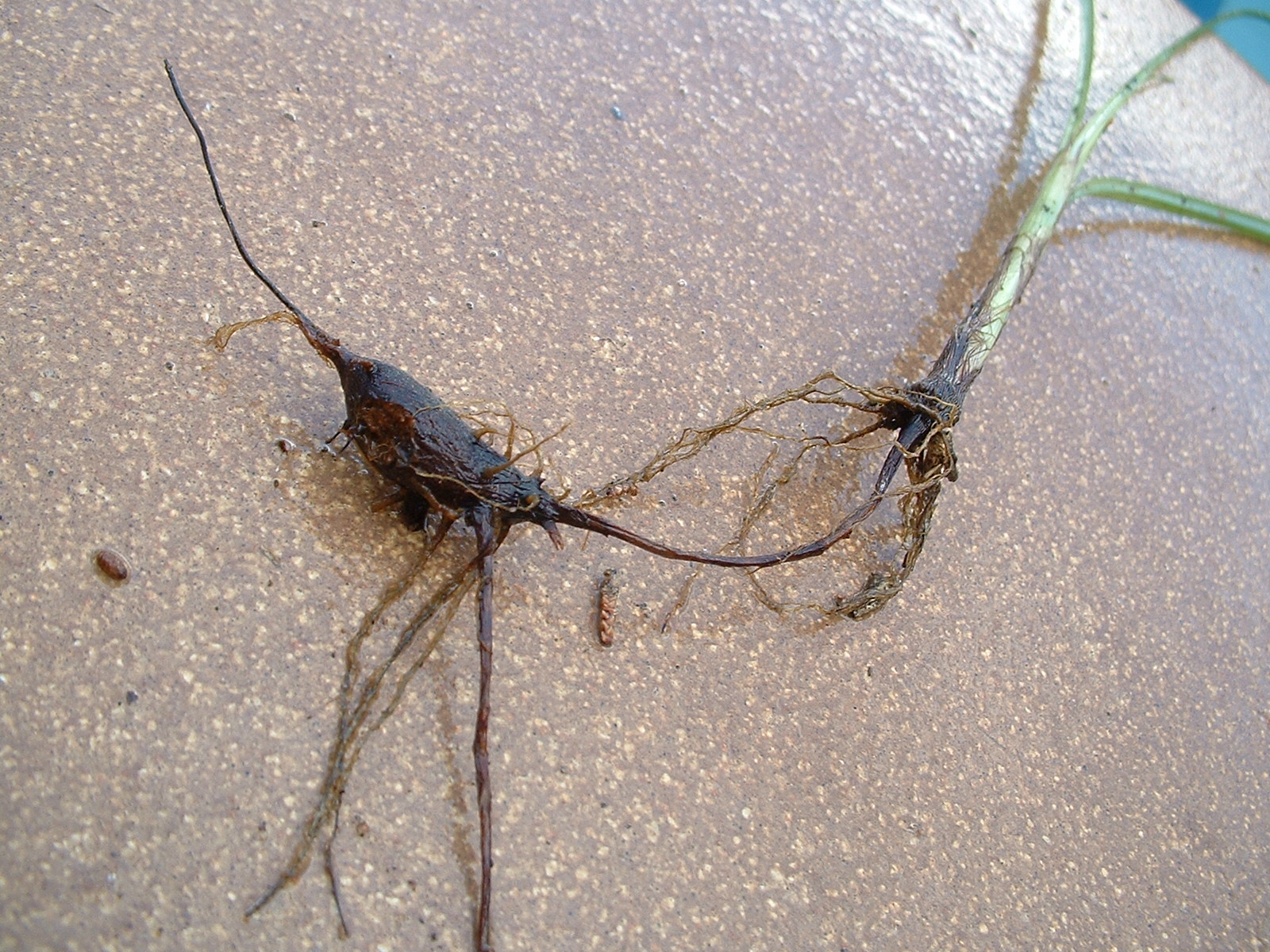
Tubérculo o chufa de juncia real.

La reproducción principal es vegetativa, produciendo cada planta entre
60 y 120 tubérculos en cada ciclo, que darán origen a 25 a 40 nuevos brotes. La mayoría de los mismos   se producen en los primeros 15 cm de profundidad. No todos los tubérculos brotan en primavera, sino que presentan dormancia. La aplicación de herbicidas elimina los ejemplares que han brotado, pero dejan intactos los tubérculos durmientes, que volverán a brotar más adelante. La extracción manual deja normalmente los rizomas en tierra y no previene su rebrote, mientras que el arado del suelo los trocea y distribuye, aumentando así la invasión. Por esas características se lo considera una temible plaga en cultivos de cereales, en especial el arroz (Oryza sativa), y de banano (Musa x paradisiaca), así como en muchas otras plantaciones

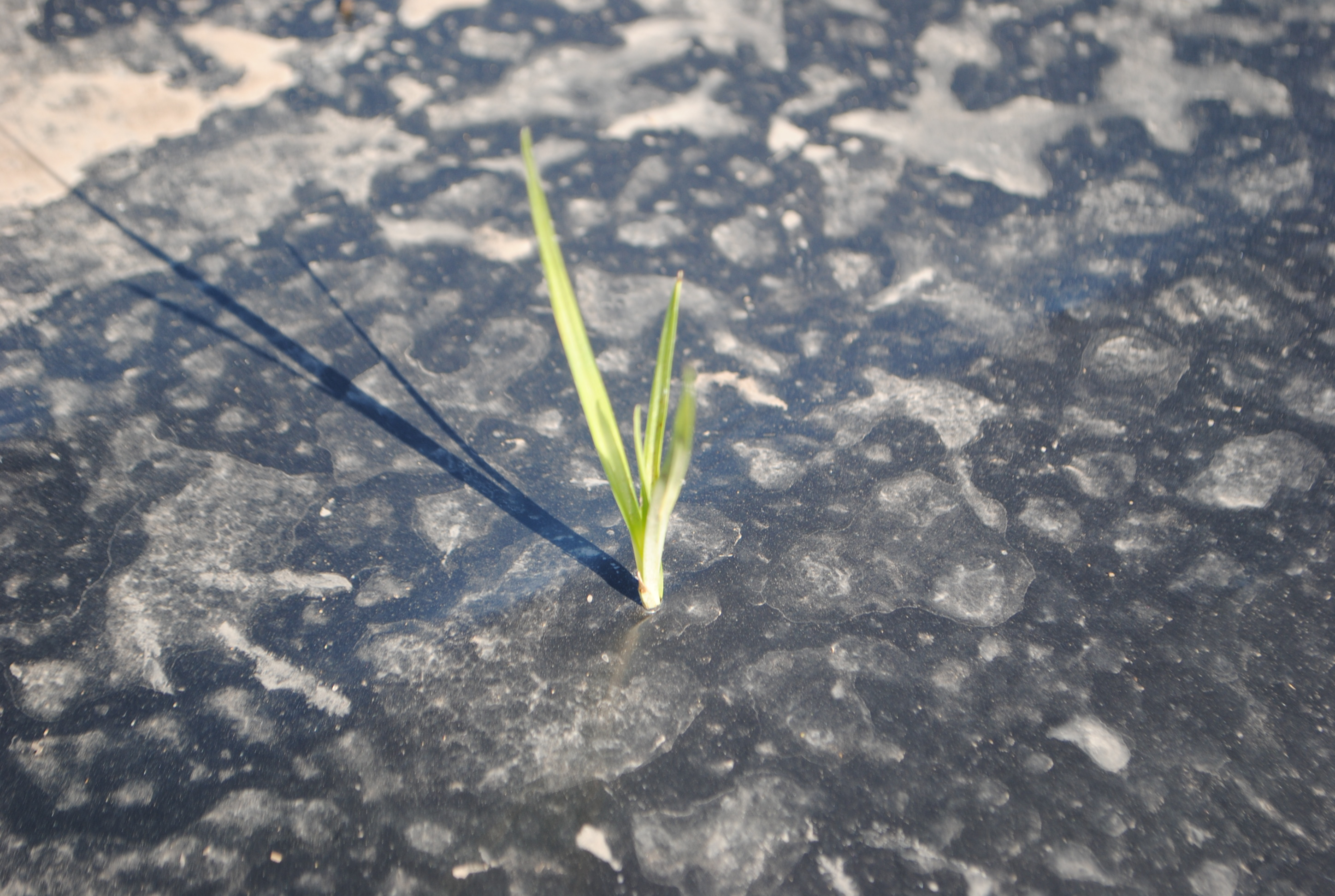
Cípero emergiendo a través de cobertura plástica

## Usos
Los tubérculos de C. rotundus son amargos, pero se utilizan como alimento en caso de hambruna. Tienen también uso en medicina popular; se utilizan tostados y molidos en aplicación tópica para heridas e irritaciones, y su decocto se emplea en ayurveda para tratar fiebres, trastornos digestivos, náuseas y otras enfermedades. Para la medicina tradicional china, es la hierba principal usada en la regulación del qi.
El análisis de los compuestos químicos y microfósiles de la placa dental calcificada de dientes antiguos, hallados en el yacimiento arqueológico de Al Khiday en Sudán, estableció que los habitantes de la región consumían esta planta desde hace por lo menos 9 mil años. Los investigadores encontraron rastros de la ingestión de tubérculos de castañuela tanto en el periodo preagrícola como en el agrícola. Lejos de considerarse maleza en el pasado, era una planta valiosa como alimento y posiblemente se conocían sus cualidades medicinales. Además de ser una buena fuente de carbohidratos, el estudio indica que la capacidad de la C. rotundus de inhibir la bacteria Streptococcus mutans, pudo haber contribuido al bajo nivel de caries detectado de forma inesperada en la población de entonces.
Los estudios farmacológicos han identificado en la planta varios principios activos: α-ciperona, β-selineno, cipereno, ciperotundona, pachulenona, sugeonol, kobusona e isokobu
Los tubérculos, al ser de alta potencia regenerativa, son ricos en fitohormonas. Por esta razón su jugo es utilizado como enraizante natural en la reproducción de plantas por esqueje.

## Taxonomía
Cyperus rotundus fue descrita por Carlos Linneo   y publicado en Species Plantarum 1: 45. 1753.
Etimología
Cyperus: nombre genérico que deriva del griego y que significa "junco".
rotundus: epíteto latino que significa "redonda".
Sinonimia
- Chlorocyperus rotundus (L.) Palla
- Cyperus maritimus Bojer
- Pycreus rotundus (L.) Hayek[6][7]

## Nombres comunes
- Castellano:Coquito, corocillo, cebollín, ajuncia, anzuela, castañuela, castañuelo, chinceta, chufa, chufas, grama, juncia, juncia castellana, juncia menor, juncia real, juncia redonda, juncia redondilla, junza, juza, porreta, unsia.[8]